# 동원건설
동원건설은
1957년 송승헌이 설립한 대한민국의 건설업체다.충북 도내 1호건설업체이며,
토목건축공사, 포장공사, 조경공사 사업을 하는 대형건설업체이다.

## 역사
1957년 9월 서일산업(주)로 창립하여 1976년 12월 동원건설(주)로 법인전환한 뒤, 면허 제257호 건설업 면허를 취득하였다. 1980년 서울 지사를 설치하였고, 1982년 7월 포장공사업 면허를 취득하였고, 1999년 조경공사업 면허를 취득하였다. 2005년 송재엽 대표이사에 의해 계열사 동원피엠앤인베스트먼트와 부동산개발 시행업체 (주)P&DW를 설립하여 건설업 뿐만아니라 부동산시행업, 건설프로젝트메니지먼트, 건설기업경영자문 시행 사업등을 사업종목에 추가하였다